# 微斑唇柱苣苔
微斑唇柱苣苔（学名：Chirita minutimaculata），为苦苣苔科唇柱苣苔属下的一个植物种。